# Kristapor II
Kristapor ou Christophore II l'Abrahamite  (en arménien Քրիստափոր Բ Ապահունի) est catholicos d’Arménie de  628 à 630.

## Biographie
Christophore, un « ermite de la maison d’Abraham » (« c'est-à-dire parent d'Abraham, évêque du Rechtouniq de 594 à 600 ») originaire d'Apahouniq, est nommé catholicos d'Arménie après la mort de Komitas d'Aghdsk par le marzban Varaz-Tiroç II Bagratouni et sur la proposition de Théodoros Rechtouni, sous le règne du roi sassanide Kavadh II.
Il s’avère rapidement être « un homme arrogant et impie » dont la « langue est affilée comme une épée » selon Sébéos. Selon le même historien, il provoque des dissensions entre Varaz-Tiroç II Bagratouni et ses frères, et, après deux ans d’exercice de sa charge, il est chassé de son siège lors d’un procès où deux hommes de sa propre famille témoignent contre lui ; par contre, Hovhannès Draskhanakerttsi et Samvel Anetsi voient en lui une victime de ses adversaires.
Kristapor se retire dans un ermitage au bourg d'Ouliéatz, district de Masiats-oten à l'ouest du Grand Ararat.